# Списък на националните гербове
Списък на националните гербове – съдържа гербове на суверенни държави и на де факто съществуващи, международно непризнати държави.
За гербове на други територии вижте Списък на гербовете на зависимите територии.

## А
- Герб на Абхазия
- Герб на Австралия
- Герб на Австрия
- Герб на Азербайджан
- Герб на Албания
- Герб на Ангола
- Герб на Андора
- Герб на Аржентина
- Герб на Армения

```
Б 
```

- Герб на Барбадос
- Герб на Бахамски острови
- Герб на Бахрейн
- Герб на Беларус
- Герб на Белгия
- Герб на Белиз
- Герб на Бенин
- Герб на Боливия
- Герб на Босна и Херцеговина
- Герб на Ботсвана
- Герб на Бразилия
- Герб на Бруней
- Герб на Бурунди
- Герб на Бутан
- Герб на България

## В
- Герб на Ватикана
- Герб на Виетнам

## Г
- Герб на Габон
- Герб на Гамбия
- Герб на Гватемала
- Герб на Гвинея
- Герб на Гвинея-Бисау
- Герб на Германия
- Герб на Грузия
- Герб на Гърция

## Д
- Герб на Дания
- Герб на Дагестан
- Герб на Джибути
- Герб на Доминиканската република

## Е
- Герб на Египет
- Герб на Еквадор
- Герб на Екваториална Гвинея
- Герб на Естония
- Герб на Етиопия

## З
- Герб на Замбия
- Герб на Зимбабве

## И
- Герб на Израел
- Герб на Източен Тимор
- Герб на Индия
- Герб на Индонезия
- Герб на Ирак
- Герб на Иран
- Герб на Република Ирландия
- Герб на Исландия
- Герб на Испания
- Герб на Италия

## Й
- Герб на Йордания

## К
- Герб на Кабо Верде
- Герб на Казахстан
- Герб на Камбоджа
- Герб на Камерун
- Герб на Катар
- Герб на Кения
- Герб на Киргизстан
- Герб на Кирибати
- Герб на Китайската народна република
- Герб на Колумбия
- Герб на Коморските острови
- Герб на Демократична република Конго
- Герб на Косово
- Герб на Коста Рика
- Герб на Кот д'Ивоар
- Герб на Куба

## Л
- Герб на Лаос
- Герб на Латвия
- Герб на Лесото
- Герб на Либерия
- Герб на Либия
- Герб на Ливан
- Герб на Литва
- Герб на Лихтенщайн

## М
- Герб на Мавритания
- Герб на Мавриций
- Герб на Мадагаскар
- Герб на Северна Македония
- Герб на Малави
- Герб на Малдиви
- Герб на Мали
- Герб на Малта
- Герб на Малтийския орден
- Герб на Мароко
- Герб на Мексико
- Герб на Микронезия
- Герб на Мозамбик
- Герб на Молдова
- Герб на Монако
- Герб на Монголия

## Н
- Герб на Нагорни Карабах
- Герб на Непал
- Герб на Никарагуа
- Герб на Нова Зеландия
- Герб на Норвегия

## О
- Герб на Обединеното кралство
- Герб на Оман

## П
- Герб на Пакистан
- Герб на Палестина
- Герб на Панама
- Герб на Парагвай
- Герб на Перу
- Герб на Полша
- Герб на Португалия
- Герб на Приднестровието
- Герб на Пуерто Рико

## Р
- Герб на Руанда
- Герб на Румъния
- Герб на Русия

## С
- Герб на Салвадор
- Герб на Самоа
- Герб на Сан Марино
- Герб на Саудитска Арабия
- Герб на Северна Корея
- Герб на Севернокипърска турска република
- Герб на Сейнт Винсент и Гренадини
- Герб на Сейнт Китс и Невис
- Герб на Сейнт Лусия
- Герб на Сейшелските острови
- Герб на Сенегал
- Герб на Сиера Леоне
- Герб на Сингапур
- Герб на Сирия
- Герб на Словакия
- Герб на Словения
- Герб на Сомалиленд
- Герб на Сомалия
- Герб на Судан
- Герб на Суринам
- Герб на Съединените американски щати
- Герб на Сърбия

## Т
- Герб на Таджикистан
- Герб на Република Китай (Тайван)
- Герб на Тайланд
- Герб на Танзания
- Герб на Того
- Герб на Тонга
- Герб на Тринидад и Тобаго
- Герб на Тувалу
- Герб на Тунис
- Герб на Туркменистан
- Герб на Турция

## У
- Герб на Уганда
- Герб на Узбекистан
- Герб на Украйна
- Герб на Унгария
- Герб на Уругвай

## Ф
- Герб на Фиджи
- Герб на Филипините
- Герб на Финландия
- Герб на Франция

## Х
- Герб на Хаити
- Герб на Холандия
- Герб на Хондурас
- Герб на Хърватия

## Ц
- Герб на Централноафриканска република

## Ч
- Герб на Черна гора
- Герб на Чехия
- Герб на Чили

## Ш
- Герб на Швейцария
- Герб на Швеция
- Герб на Шри Ланка

## Ю
- Герб на Южен Судан
- Герб на Южна Корея
- Герб на Южна Осетия

## Я
- Герб на Ямайка
- Герб на Япония

## Без собствен герб
- Сахарска арабска демократична република няма герб.